# Molophilus subasper
Molophilus subasper là một loài ruồi trong họ Limoniidae. Chúng phân bố ở miền Australasia.